# Witamy w Los Angeles
Witamy w Los Angeles (ang. Welcome to L.A.) – amerykański film obyczajowy z 1976 roku oparty na scenariuszu i reżyserii Alana Rudolpha. Wyprodukowany przez United Artists.
Premiera filmu miała miejsce 12 listopada 1976 roku w Stanach Zjednoczonych.

## Opis fabuły
Młody kompozytor Carroll Barber (Keith Carradine) jedzie na Boże Narodzenie do rodzinnego Los Angeles. Jego agentka Susan Moore (Viveca Lindfors) twierdzi, że Eric Wood (Richard Baskin) zainteresowany jest nagraniem jego songów. Carroll nie wie jednak, że nie chodzi o Wooda, a o to, że jego ojciec Carl (Denver Pyle), kalifornijski milioner, pragnie go mieć przy sobie.

## Obsada
- Keith Carradine as Carroll Barber
- Sally Kellerman as Ann Goode
- Harvey Keitel as Ken Hood
- Lauren Hutton as Nona Bruce
- Sissy Spacek as Linda Murray
- Viveca Lindfors as Susan Moore
- Denver Pyle as Carl Barber
- John Considine jako Jack Goode
- Richard Baskin jako Eric Wood
- Allan F. Nicholls jako David Howard
- Cedric Scott jako Faye

i inni